# 広島県道316号都志見千代田線
広島県道316号都志見千代田線（ひろしまけんどう316ごう つしみちよだせん）は、広島県山県郡北広島町を通る一般県道である。

## 概要
山県郡北広島町都志見から山県郡北広島町春木に至る。1972年（昭和47年）に認定された広島県道316号西宗（にしむね）千代田線が1981年（昭和56年）に延長されて成立した路線。

### 路線データ
- 起点：山県郡北広島町都志見（広島県道40号安佐豊平芸北線交点）
- 終点：山県郡北広島町春木（春木交差点、国道261号交点）
- 通行不能区間；山県郡北広島町西宗（旧豊平町側） - 山県郡北広島町寺原（旧千代田町側）間

## 歴史
- 1981年（昭和56年） - 路線認定。

## 路線状況
1983年（昭和58年）9月4日付中国新聞朝刊に掲載された短期連載企画「山県郡区県議補選出直しへの課題（中） けもの道」で本路線の未整備の様が取り上げられたことがある。それから20年以上たったが、国道433号の整備が進んだことなどもあってかいまだに通行不能区間は解消されないままでいる。通行不能区間周辺では、令和になってからさらに、国道433号よりも近いこの県道の南側にトンネルを含む芸北3期広域農道の整備が行われることが決まった。

### 重複区間
- 広島県道313号烏帽子中原線（山県郡北広島町西宗）

## 地理

### 通過する自治体
- 山県郡北広島町

### 交差する道路
| 交差する道路                                       | 交差する場所 | 交差する場所      |
| -------------------------------------------------- | ------------ | ----------------- |
| 広島県道40号安佐豊平芸北線                         | 都志見       | 起点              |
| 広島県道313号烏帽子中原線 重複区間起点             | 西宗         |                   |
| 広島県道313号烏帽子中原線 重複区間終点             | 西宗         |                   |
| 通行不能区間                                       |              |                   |
| 国道261号 島根県道・広島県道5号浜田八重可部線 重複 | 春木         | 春木交差点 / 終点 |

### 沿線
- 道の駅豊平どんぐり村
- 豊平総合運動公園（起点付近）